# Sea Monsters
Sea Monsters (literalmente, en inglés, Monstruos marinos) es una serie de televisión documental de tres episodios, el primero dividido en tres partes y los otros dos divididos en dos partes cada uno. La serie narra las aventuras del reportero Nigel Marven mientras viaja atrás en el tiempo por los siete mares más peligrosos de todos los tiempos, observando la fauna marina prehistórica. Sea Monsters fue producida por la BBC y emitida por primera vez en la televisión británica en el año 2003. En Estados Unidos y Canadá se la tituló Chased by Sea Monsters (Perseguido por monstruos marinos), en referencia a otra serie, Chased by Dinosaurs (del año anterior, 2002), en la que Nigel Marven también viajaba en el tiempo, pero para buscar y observar dinosaurios (que son animales terrestres y no marinos). Producida por la BBC la serie fue realizada por Impossible Pictures, compañía que ya había creado Walking with Dinosaurs (1999) y Walking with Beasts (2001).

## Especies que aparecen enSea Monsters

### Introducción
- Velociraptor (fragmento del especial de  Caminando entre dinosaurios "La garra gigante")
- Giganotosaurus
- Tarbosaurus
- Xiphactinus
- Tylosaurus

### Ordovícico(450 millones de años atrás)
- Cameroceras (identificado como ortocono gigante)
- Megalograptus (identificado como escorpión marino)
- Isotelus (solo se menciona que es un Trilobites)
- Astraspis (es capturado por Nigel Marven para tentar a los carnívoros Megalograptus)

### Triásico(230 millones de años atrás)
- Coelophysis
- Nothosaurus
- Tanystropheus
- Peteinosaurus (identificado como pterosaurio)
- Cymbospondylus

### Devónico(360 millones de años atrás)
- Stethacanthus (identificado informalmente como tiburón "Tabla de planchar")
- Bothriolepis (identificado como placodermo)
- Dunkleosteus

### Eoceno(36 millones de años atrás)
- Arsinoitherium
- Dorudon
- Basilosaurus

### Plioceno(4 millones de años atrás)
- Odobenocetops
- Cetotherium (identificada como una ballena)
- Megalodon
- Remora (se ve que están pegadas sobre el Megalodon adulto)

### Jurásico(155 millones de años atrás)
- Hybodus
- Metriorhynchus
- Leedsichthys
- Liopleurodon

### Cretácico(75 millones de años atrás)
- Hesperornis
- Halisaurus (identificado como mosasaurio)
- Xiphactinus
- Archelon
- Pteranodon
- Elasmosaurus
- Tylosaurus (identificado como mosasaurio gigante)
- Tiranosaurio sin identificar (probablemente Daspletosaurus o Lythronax o incluso Tyrannosaurus mcraeensis )
- Tiburón indeterminado

## Curiosidades
- En la introducción de los mares más mortíferos un Xiphactinus es matado por un Tylosaurus, pero cuando sale esa parte el Tylosaurus no aparece.
- Tyrannosaurus, Liopleurodon, Hybodus, Coelophysis, Peteinosaurus, Basilosaurus, Dorudon, Cameroceras y Stethacanthus también aparecen en Walking with Dinosaurs, Walking with Beasts y Walking with Monsters. En Prehistoric Park también aparecen Nigel Marven y Tyrannosaurus, aunque este último no está diseñado de la misma manera, esto se debe a que el Tiranosaurio de la serie representaría más bien a una subespecie más pequeña que el mítico Tyrannosaurus Rex.

## Inexactitudes paleontólogicas
- La teoría de que Tanystropheus podía desprenderse de su cola y regenerarla, como las actuales lagartijas, está hoy en día desechada.
- Arsinoitherium no tenía una trompa, sino un hocico parecido al de un Rinoceronte.
- Al parecer Metriorhynchus e Hybodus se estaban ayudando mutuamente cuando atacaron al Leedsichthys, en lugar de pelear por la presa.
- No hay pruebas de que Dunkleosteus fuera caníbal.
- Los tamaños de Liopleurodon y Leedsichthys están sobrestimados en 25 y 27 metros respectivamente. Las estimaciones de tamaño actuales son de alrededor de apenas 5 y 6,39 como promedio y de maximo 7.5 metros para Liopleurodon y 14 a 16 para Leedsichthys.